# Luigi Di Biagio
Luigi Di Biagio (Rome, 3 juni 1971) is een voormalig voetballer uit Italië. Hij volgde in 2013 Devis Mangia op als coach van Italië onder-21. In 2019 trad hij af.
Di Biago speelde voor onder meer AS Roma en Internazionale. Hij was een defensieve middenvelder. Hij werd beroemd wegens het missen van een penalty op het WK 1998 tegen Frankrijk. Di Biagio speelde 31 interlands voor Italië, waarin hij twee keer scoorde. Behalve op het WK 1998 was Di Biagio ook actief op het EK 2000 en het WK 2002.
1 Toldo ·
2 Bergomi ·
3 P. Maldini  ·
4 Cannavaro ·
5 Costacurta ·
6 Nesta ·
7 Pessotto ·
8 Torricelli ·
9 Albertini ·
10 Del Piero ·
11 D. Baggio ·
12 Pagliuca ·
13 Cois ·
14 Di Biagio ·
15 Di Livio ·
16 Di Matteo ·
17 Moriero ·
18 R. Baggio ·
19 Inzaghi ·
20 Chiesa ·
21 Vieri ·
22 Buffon ·
Coach: C. Maldini
1 Abbiati ·
2 Ferrara ·
3 Maldini  ·
4 Albertini ·
5 Cannavaro ·
6 Negro ·
7 Di Livio ·
8 Conte ·
9 Inzaghi ·
10 Del Piero ·
11 Pessotto ·
12 Toldo ·
13 Nesta ·
14 Di Biagio ·
15 Iuliano ·
16 Ambrosini ·
17 Zambrotta ·
18 Fiore ·
19 Montella ·
20 Totti ·
21 Delvecchio ·
22 Antonioli ·
Coach: Zoff
1 Buffon ·
2 Panucci ·
3 Maldini  ·
4 Coco ·
5 Cannavaro ·
6 Zanetti ·
7 Del Piero ·
8 Gattuso ·
9 Inzaghi ·
10 Totti ·
11 Doni ·
12 Abbiati ·
13 Nesta ·
14 Di Biagio ·
15 Iuliano ·
16 Di Livio ·
17 Tommasi ·
18 Delvecchio ·
19 Zambrotta ·
20 Montella ·
21 Vieri ·
22 Toldo ·
23 Materazzi ·
Coach: Trapattoni
Vicini (1976-86) · Maldini (1986-96) · Giampaglia (1996-98) · Tardelli (1998-00) · Gentile (2000-06) · Casiraghi (2006-10) · Ferrara (2010-12) · Devis Mangia (2012-2013) · Luigi Di Biagio (2013-19)